# Lastrup (Minnesota)
Lastrup es una ciudad ubicada en el condado de Morrison en el estado estadounidense de Minnesota. En el Censo de 2010 tenía una población de 104 habitantes y una densidad poblacional de 89,23 personas por km².

## Geografía
Lastrup se encuentra ubicada en las coordenadas 46°2′23″N 94°3′42″O / 46.03972, -94.06167. Según la Oficina del Censo de los Estados Unidos, Lastrup tiene una superficie total de 1.17 km², de la cual 1.13 km² corresponden a tierra firme y (2.67%) 0.03 km² es agua.

## Demografía
Según el censo de 2010, había 104 personas residiendo en Lastrup. La densidad de población era de 89,23 hab./km². De los 104 habitantes, Lastrup estaba compuesto por el 100% blancos, el 0% eran afroamericanos, el 0% eran amerindios, el 0% eran asiáticos, el 0% eran isleños del Pacífico, el 0% eran de otras razas y el 0% pertenecían a dos o más razas. Del total de la población el 0% eran hispanos o latinos de cualquier raza.